# Konzeptfahrzeug

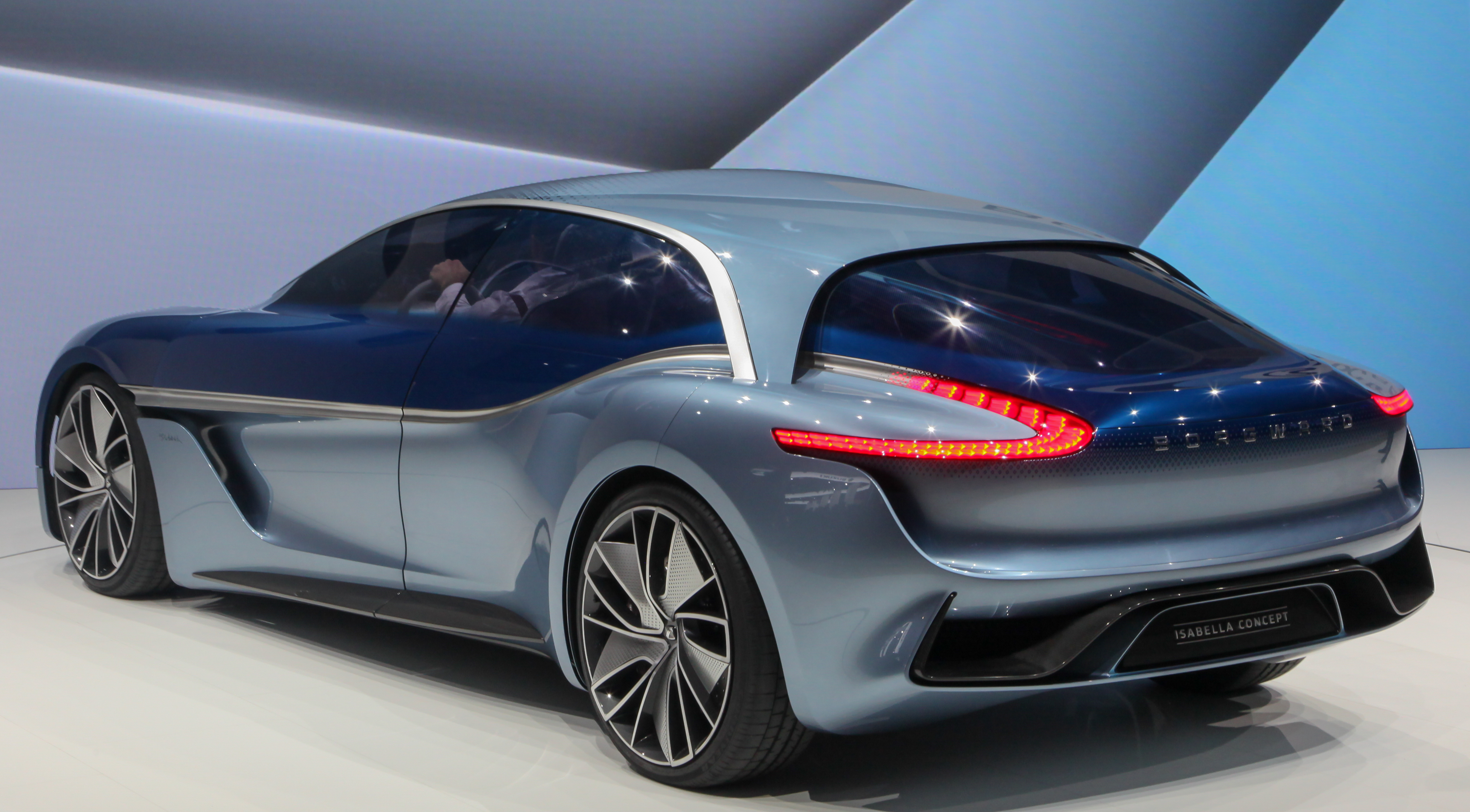
Designstudie Borgward Isabella Concept auf der IAA 2017

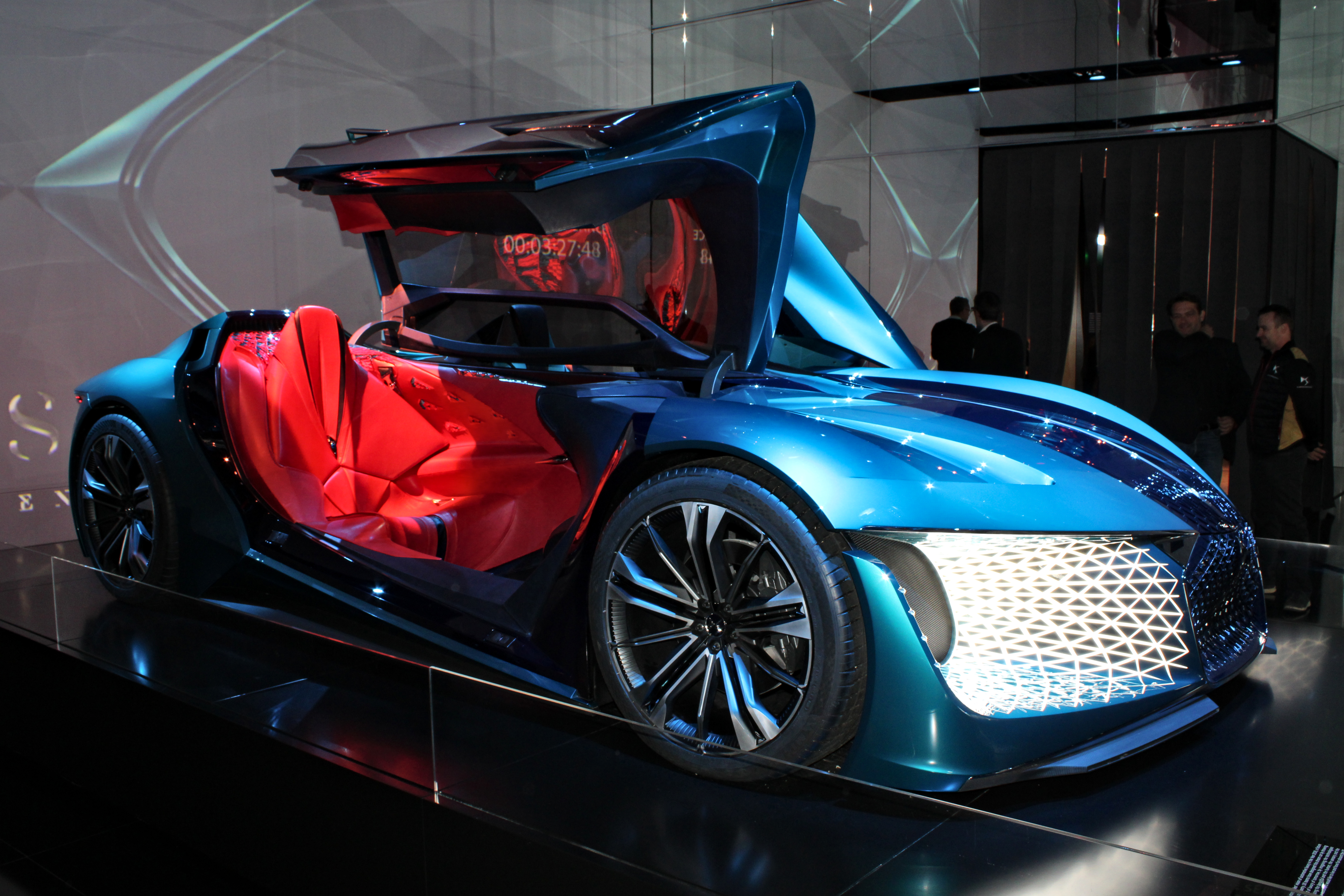
Designstudie DS X E-Tense auf dem Pariser Autosalon 2018

Der Begriff Konzeptfahrzeug bezeichnet eine automobile Designstudie.
Konzeptfahrzeuge dienen den Automobilherstellern oftmals als Versuchsobjekte, um starke Änderungen am typischen Firmendesign auf ihre Publikumstauglichkeit zu testen. Sie werden in der Regel im Rahmen großer Automobilausstellungen enthüllt. Allerdings werden die meisten Konzepte nicht zur Serienreife weiterentwickelt.
Ein anderer Typ Konzeptfahrzeug sind sogenannte Machbarkeitsstudien. Dabei stehen technische Aspekte im Vordergrund, weniger das optische Design.